# آنا پائولا آروسیو
آنا پائولا آروسیو (متولد ۱۶ ژوئیه ۱۹۷۵) یک بازیگر و مدل سابق برزیلی است. او از سال ۲۰۱۵ در سوئیندون، ویلتشایر، انگلستان زندگی می‌کند.

## حرفه
آنا پائولا آروسیو یکی از محبوب‌ترین بازیگران در برزیل است. او حرفه خود را در سن دوازده سالگی آغاز کرد، زمانی که توسط نماینده‌ای از یک آژانس تبلیغاتی هنگام خرید در یک فروشگاه کشف شد. اولین کار حرفه‌ای او با آژانس برزیلی استیلو و عکاس برزیلی، پائولو ساداو، انجام شد.
در سال ۱۹۸۹، آروسیو به ژاپن نقل مکان کرد تا به‌عنوان مدل فعالیت کند.
پس از حضور در صدها جلد مجله و تبلیغات تلویزیونی، آنا پائولا آروسیو فعالیت حرفه‌ای خود را به‌عنوان بازیگر آغاز کرد. اولین نقش او به‌عنوان بازیگر، در فیلم ایتالیایی-برزیلی برای همیشه (Forever) به کارگردانی والتر هوگو خوری بود، جایی که او نقش برنیس را ایفا کرد.
او اولین حضور تلویزیونی خود را با تله‌نوولای «ما شش نفر بودیم» (Éramos Seis) انجام داد، که در آن نقش آماندا را بازی کرد. این تله‌نوولا به همراه دو تله‌نوولای دیگر او، همگی در شبکه تلویزیونی برزیلی سیستم برازیلیرو د تلفیزیئو پخش شدند. این سه تولید، که از سال ۱۹۹۴ آغاز شدند، شامل تله‌نوولای ذکر شده، دلیل زندگی (Razão de Viver)، و استخوان‌های بارون (Os Ossos do Barão) بودند.
شهرت آنا پائولا آروسیو در برزیل در سال ۱۹۹۸ به اوج رسید، زمانی که او نقش اصلی در مینی‌سریال هیلدا طوفان (Hild را ایفا کرد. این مینی‌سریال در شبکه تلویزیونی برزیلی رده گلوبو پخش شد و توسط گلوریا پرز (Glória Perez) نوشته شده بود. این مینی‌سریال زندگی یک زن جوان روسپی را در دهه ۱۹۵۰ در برزیل بررسی می‌کند.
پس از موفقیت در هیلدا طوفان، آنا پائولا آروسیو نقش‌های اصلی دو تله‌نوولای دیگر را در همکاری با رده گلوبو بر عهده گرفت: سرزمین ما و امید، هر دو نوشته بندیتو روی باربوسا و با محوریت مهاجرت ایتالیایی‌ها به برزیل.
سرزمین ما در سال ۱۹۹۹ برای آروسیو شهرت بین‌المللی به ارمغان آورد. این تله‌نوولا که دربارهٔ مهاجرت ایتالیایی‌ها به برزیل است، داستان عاشقانه‌ای میان دو مهاجر را روایت می‌کند که در میان موج مهاجرت ایتالیایی‌ها به برزیل، بین پایان قرن نوزدهم و اوایل قرن بیستم رخ می‌دهد. آروسیو در نقش اصلی، به‌عنوان مهاجر ایتالیایی جولیانا اسپلندوره ظاهر شد. خود آروسیو از نوادگان ایتالیایی و اصالتاً اهل لمباردی است.
سرزمین ما در ۹۵ کشور پخش شد و یکی از موفق‌ترین تولیدات رده گلوبو بود.
علاوه بر این‌ها، آنا پائولا آروسیو حضورهای متنوعی در برنامه‌های تلویزیونی و همچنین مینی‌سریال‌های دیگر داشت، در حالی که بر روی حرفه تئاتر خود نیز کار می‌کرد. شناخته‌شده‌ترین اثر تئاتری او خانه عروسک‌ها (Casa de Bonecas) در سال ۲۰۰۲ بود. علاوه بر خانه عروسک‌ها، آنا پائولا در چهار نمایش دیگر نیز به ایفای نقش پرداخت: دفترچه خاطرات مخفی آدم و حوا (Diário Secreto de Adão e Eva)، هماهنگی در سیاهی (Harmonia em Negro)، فدرا (Fedra)، و رژ لب (Batom).
در سال ۲۰۰۴، آنا پائولا آروسیو جایزه بهترین بازیگر نقش مکمل را برای فیلم سلست و استرلا (Celeste & Estrela) به کارگردانی بتس دی پائولا در سومین جشنواره فیلم وارژینیا دریافت کرد.
در سال ۲۰۰۵، او در فیلم برزیلی کلنل و گرگینه (O Coronel e o Lobisomem) به کارگردانی مائوریسیو فاریاس، در کنار بازیگران برزیلی سلتون ملو و دیوگو ویلا ایفای نقش کرد. اولین تله‌نوولای او که در زمان حال ساخته شده بود، صفحات زندگی در سال ۲۰۰۶ بود که توسط مانوئل کارلوس نوشته شده بود. تا این زمان، او فقط در آثار تاریخی بازی کرده بود.
در سال ۲۰۰۷، آنا پائولا به‌عنوان چهره جدید برند آرایشی آوون (Avon) انتخاب شد. در سال ۲۰۰۸، او بار دیگر در یک اثر تاریخی به نام تله‌نوولا چرخه سنگ (Ciranda de Pedra) به ایفای نقش پرداخت که اقتباسی از رمانی در سال ۱۹۸۱ بود.